# Apatania sarkandensis
Apatania sarkandensis là một loài Trichoptera trong họ Apataniidae. Chúng phân bố ở miền Cổ bắc.